# New Capital Sports Hall
Die New Capital Sports Hall (arabisch الصالة الرياضية بالعاصمة الإدارية الجديدة, DMG aṣ-Ṣāla ar-riyāḍiyya bi-l-ʿĀṣima al-idāriyya al-ǧadīda) ist eine Mehrzweckhalle in der noch namenlosen Neuen Hauptstadt Ägyptens.

## Geschichte
Die Halle ist Teil des seit 2017 gebauten 31.380 m² großen Sportkomplexes namens Sports City in der neuen Regierungsstadt. Auftraggeber für die Halle war das Ministerium für Jugend und Sport, ausführendes Bauunternehmen die DSC International aus Ägypten.
Die Fertigstellung war im Jahr 2020 und die Eröffnung erfolgte am 14. Januar 2021 durch das Gruppenspiel Algerien gegen Marokko (24:23) im Rahmen der Handball-Weltmeisterschaft der Männer 2021, wofür sie als Austragungsort gebaut wurde.

## Ausstattung
Die New Capital Sports Hall hat eine Fläche von 10.000 m² und eine Zuschauerkapazität von 7000–7500 Personen.